# Aphloia
Chi Aphloia là một chi thực vật có hoa, được Bennett miêu tả lần đầu tiên năm 1840 và đưa vào trong họ Mùng quân (Flacourtiaceae), và các phân loại khác sau đó vẫn tiếp tục làm như vậy cho đến khi Takhtadjan công nhận nó là đặt sai vị trí và tạo ra họ mới, gọi là Aphloiaceae trong bộ Hoa tím (Violales) để điều chỉnh lại cho thích hợp. Năm 2003, AGP II đưa họ Aphloiaceae vào trong nhánh hoa Hồng (rosids) mà không đặt nó trong bộ nào. Matthews & Endress (2005) cùng Stevens (2006) đặt họ này vào trong bộ Toại thể mộc (Crossosomatales) mở rộng. Hiện tại nó được xếp vào họ đơn chi Aphloiaceae.

## Các loài
- Aphloia theiformis (Vahl) Benn.: một dạng cây bụi thường xanh hay cây thân gỗ nhỏ có ở Đông Phi, Madagascar, quần đảo Mascarene và Seychelles.